# Гамадрил
Гамадри́л, или плащеносный павиан (лат. Papio hamadryas), — вид приматов из рода павианов семейства мартышковых.

## Внешний вид
Большая обезьяна, достигающая одного метра длины (старые самцы), причём на хвост приходится 20—25 см; самки вдвое меньше. Общий цвет волос, покрывающих тело гамадрила, серый (цвета сухой травы); у самцов длинные, оригинально расположенные волосы на голове, плечах и груди образуют нечто вроде гривы. Седалищные мозоли красного цвета, голая кожа лица — грязно-телесного. Самки темнее окрашены, чем самцы, и волосы гривы короче; молодые самцы похожи на самок. Также они могут использовать свою шерсть в качестве защиты от дождя и холода, образуя своеобразный 'плащ'.

## Обитание
Гамадрилы держатся большими группами в 100—150 особей в горах, поднимаясь до значительных высот; близость воды составляет необходимое условие их местообитания. В каждой группе заключается 10—15 больших старых самцов. Каждое стадо бродит с места на место в определённом районе. Они держатся всегда на земле, с большим искусством лазая по самым крутым обрывам и скалам; на деревья залезают лишь в исключительных случаях. Питаются корнями растений и мелкими животными (улитками, червями и насекомыми), для отыскивания которых переворачивают камни. При случае нападают на плантации. Гамадрилы обитают на открытых местностях Африки (Эфиопия, Судан, Сомали, Южная Нубия) и Азии (Аравийский полуостров, в том числе Йемен).
Древние египтяне считали их воплощением бога Баби и почитали священными животными, также бог Хапи (сын Гора) часто изображался с головой этого примата. В настоящее время в Египте нигде уже нет диких гамадрилов.

## Размножение
Размножение, по-видимому, не приурочено к определённому времени года; самка рожает одного детёныша и очень к нему привязана. Вообще все члены одной общины живут очень дружно. Старые самцы мужественно выступают на защиту молодых детёнышей. Главным врагом их является леопард, уносящий молодых особей и детёнышей.

## Поведение
- Встревоженная появлением людей, собак или других врагов, стая поднимает оглушительный крик и вой. Взобравшись на скалы, они для защиты скатывают вниз камни.
- Для людей, не вооружённых ружьями, старые самцы гамадрилов благодаря своей силе, крепким зубам, мужеству и солидарности могут быть очень опасны.
- Самцы гамадрилов воруют дочерей у соседок для своего гарема. Самки в гареме, не будучи связаны родством, солидарности друг к другу не проявляют, а самец держит их в ежовых рукавицах и за малейшее своеволие больно кусает за шею[2].
- Молодые гамадрилы в неволе становятся очень ручными и обнаруживают большую понятливость; но к старости, особенно самцы, делаются крайне дикими и злыми.

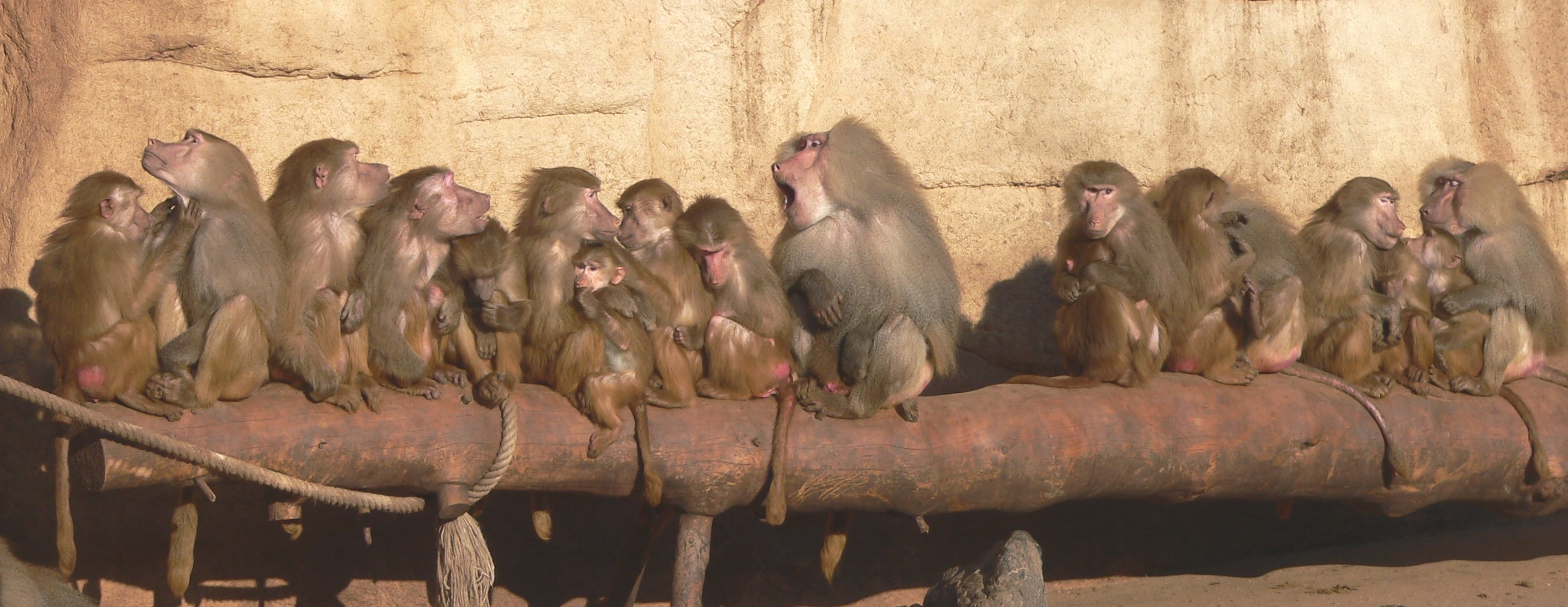
Взрослый самец (в центре) с семейством
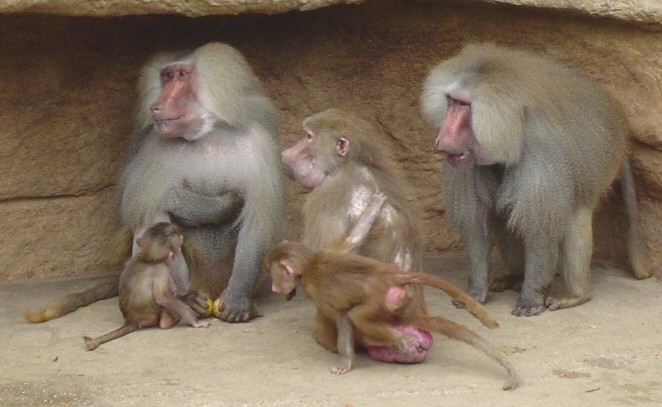
Гамадрилы в зоопарке
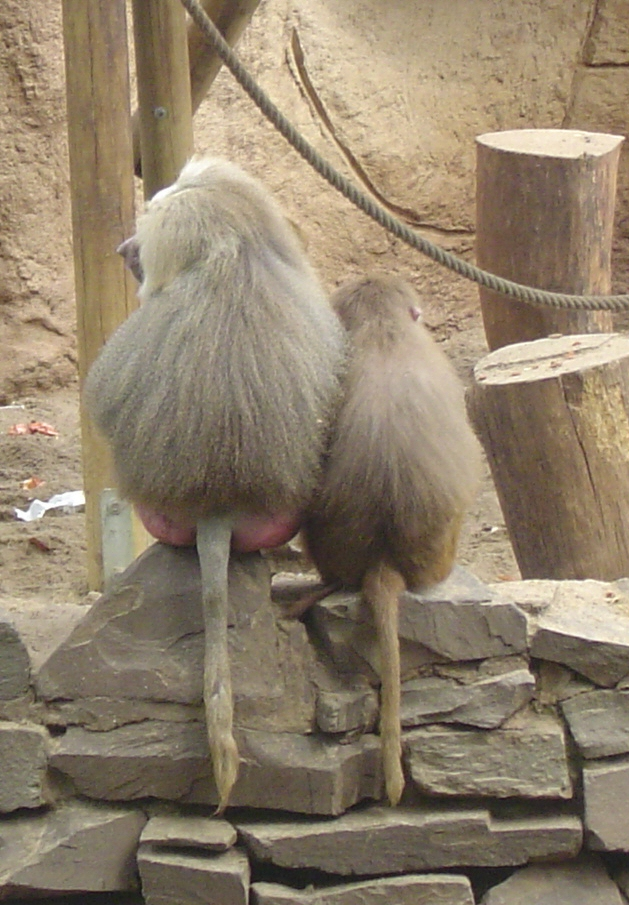
В зоопарке Кёльна
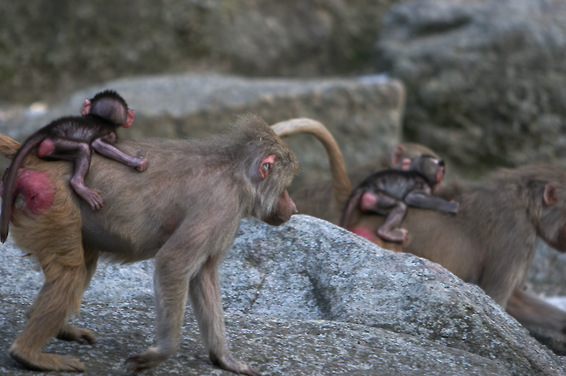
Гамадрил Тур с малышом